# 2. Badminton-Bundesliga 2006/07
Die 2. Badminton-Bundesliga 2006/07 als zweithöchste deutsche Spielklasse in der Sportart Badminton war in zwei Staffeln unterteilt (Nord und Süd), in der jeweils acht Teams gegeneinander antraten. In die 1. Bundesliga stiegen der VfL 93 Hamburg und der VfB Friedrichshafen auf.

## 2. Bundesliga Nord
Abschlusstabelle
| Platz | Mannschaft          | Spiele |
| ----- | ------------------- | ------ |
| 1.    | VfL 93 Hamburg      | 14     |
| 2.    | BV Gifhorn          | 14     |
| 3.    | Bottroper BG        | 14     |
| 4.    | BW Wittorf          | 14     |
| 5.    | TV Refrath          | 14     |
| 6.    | SG EBT Berlin 2 (N) | 14     |
| 7.    | VfL Maschen (N)     | 14     |
| 8.    | BV Wesel Rot-Weiss  | 14     |

## 2. Bundesliga Süd
Abschlusstabelle
| Platz | Mannschaft                | Spiele |
| ----- | ------------------------- | ------ |
| 1.    | VfB Friedrichshafen       | 14     |
| 2.    | SG Anspach                | 14     |
| 3.    | PTSV Rosenheim (N)        | 14     |
| 4.    | 1. BC Bischmisheim 2      | 14     |
| 5.    | TSV Neuhausen-Nymphenburg | 14     |
| 6.    | TV Wehen (N)              | 14     |
| 7.    | SV GutsMuths Jena (N)     | 14     |
| 8.    | SSV Waghäusel             | 14     |